# Carposina sanctimonea
Carposina sanctimonea is een vlinder uit de familie van de Carposinidae. De wetenschappelijke naam van de soort is voor het eerst geldig gepubliceerd in 1926 door Clarke.